# Veronica uralensis
Veronica uralensis är en grobladsväxtart som beskrevs av M.S. Knjasev. Veronica uralensis ingår i släktet veronikor, och familjen grobladsväxter. Inga underarter finns listade i Catalogue of Life.